# إتحاف أهل الإسلام بخصوصيات الصيام
إتحاف أهل الإسلام بخصوصيات الصيام للإمام ابن حجر الهيتمي الشافعي، كتاب يتناول موضوع الصيام في الإسلام، يعد من أشمل وأحسن ما صُنف في موضوعه، فهو يعرض المسائل بطريقة علمية، ويورد الأحاديث مع ذكر مخرجيها ودرجة الحديث من حيث الصحة والضعف في أغلب الأحيان، ثم يقوم بشرح غريب الحديث، ثم يتوغل في الشرح الفقهي لما أورد بإسهاب لا يمل منه القارئ، وإيجاز لا يخل بالمعنى المطلوب.

## أقسام الكتاب
- الباب الأول: في فضائل الصوم
- الباب الثاني: في أحكام الصيام ومتعلقاته
- الباب الثالث: في القضاء والفدية
- الباب الرابع: في حكم صوم غير رمضان
- خاتمة في ذكرى نصف شعبان
- خاتمة في أحاديث تتعلق بزكاة الفطر وبالعيدين